# カロロン
数理物理学において、カロロンとはインスタントンの有限温度への一般化である。

## 有限温度とインスタントン
絶対零度のユークリッド化された場の量子論において、時空に局在した古典解はインスタントンと呼ばれる。インスタントンは、ミンコフスキー時空では異なるトポロジカルな真空の間のトンネル効果を記述している。
インスタントンの重要な例として、ベラヴィン、ポリアコフ、シュワルツ、テュプキンによって1975年に発見されたBPSTインスタントンが知られている。BPSTインスタントンは（ユークリッド化された）4次元SU(2)ヤン＝ミルズ理論の古典運動方程式を満たす、トポロジカルに安定な解である。
有限温度の場の量子論は、ユークリッド時空における虚時間軸をコンパクト化することによって得られる（熱場の量子論）。このような時空の大局的な構造の変化に伴って、インスタントン解も絶対零度におけるそれとは異なったものになる。
松原理論によれば、有限温度ではゲージ場に虚時間方向の周期境界条件が課されるため、インスタントン解もまた周期境界条件を満たすことになる。

## SU(2)ヤンミルズ理論における例
BPST インスタントンの有限温度への一般化は、ハリントンとシェパードによって与えられた：
{\displaystyle A_{\mu }^{a}(x)={\bar {\eta }}_{\mu \nu }^{a}\Pi (x)\partial _{\nu }\Pi ^{-1}(x)\quad {\text{with}}\quad \Pi (x)=1+{\frac {\pi \rho ^{2}T}{r}}{\frac {\sinh(2\pi rT)}{\cosh(2\pi rT)-\cos(2\pi \tau T)}}\ ,}
ここに {\displaystyle {\bar {\eta }}_{\mu \nu }^{a}} は反-'t Hooftシンボル、 r は x のカロロンからの距離、 ρ はカロロンの大きさ、 {\displaystyle \tau } は虚時間、 T は温度を表す。 この解は、トホーフト とウィッテンにより示唆された周期的な多インスタントン解に基づいて発見された。